# Insurreição jihadista no Burquina Fasso
A insurreição islamista no Burquina Fasso ou insurgência jihadista no Burquina Fasso é um conflito armado que opõe desde 2015 o governo de Burquina Fasso a grupos jihadistas salafistas. Ocorre no contexto da Guerra do Sahel.

## Prelúdio

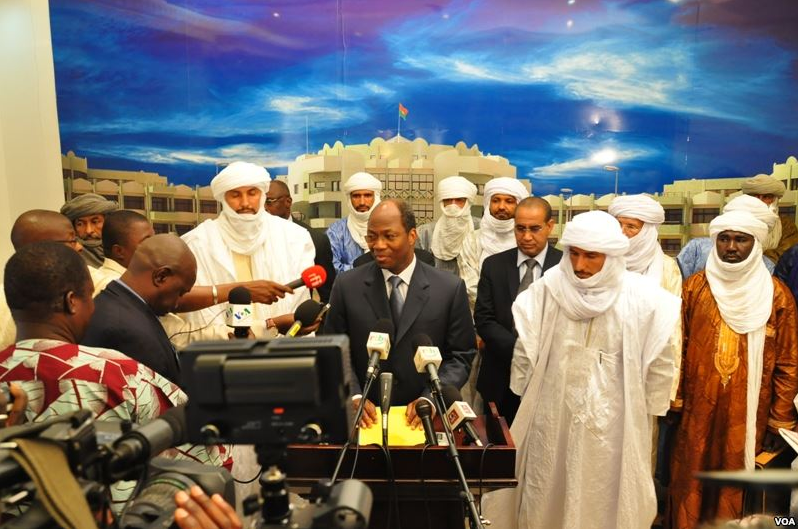
Os delegados da Ansar Dine e do MNLA em Uagadugu em 16 de novembro de 2012, em particular: Alghabass Ag Intalla, representante da Ansar Dine; Djibrill Bassolé, Ministro dos Negócios Estrangeiros do Burquina Fasso; e Bilal Ag Acherif, secretário-geral do MNLA.

No poder desde 1987, o presidente do Burquina Fasso, Blaise Compaoré, procura poupar os grupos jihadistas quando estes chegam à região do Sahel. O conselheiro do presidente burquinense, o mauritano Moustapha Ould Limam Chafi, e seu chefe de gabinete privado, general Gilbert Diendéré, estabelecem contato com certos líderes jihadistas, nomeadamente para negociar a libertação de reféns ocidentais. No final de 2012, durante a Guerra do Mali, Burquina Fasso atuou como mediador e recebeu delegações do Ansar Dine e do Movimento Nacional de Libertação do Azauade (MNLA) em Uagadugu para negociar com o governo maliano. Em 2013, o país interveio no Mali no âmbito do MISMA, depois no MINUSMA. Porém em novembro de 2014, Blaise Compaoré foi deposto por uma revolta popular, resultando em um enfraquecimento do exército e do aparato de segurança.

## Desenvolvimento

### 2015-2016
Em 2015, Burquina Fasso começou a ser alvo de ataques jihadistas. Em 23 de agosto de 2015, um gendarme foi fatalmente ferido em um ataque ao posto de Oursi por três homens armados, que, segundo uma testemunha, alegavam ser do Boko Haram. Este foi o primeiro ataque terrorista a um posto de segurança burquinense próximo da fronteira com o Níger e o Mali. Mas outros seguem: entre agosto de 2015 e outubro de 2016, sete postos foram atacados no norte e oeste de Burquina Fasso. Esses ataques, às vezes reivindicados por grupos jihadistas, deixam quinze mortos e mais de onze feridos. Em 9 de outubro de 2015, três gendarmes, um jihadista e um civil foram mortos durante um confronto em Samorogouan. Em 31 de maio de 2016, três policiais foram mortos em um tiroteio em Intangom. Na noite de 1 de setembro de 2016, um pequeno grupo de dois ou quatro jihadistas atacou um posto alfandegário em Markoye, matando um funcionário aduaneiro e um civil e ferindo três. Dois dias depois, Adnane Abou Walid Al-Sahraoui assumiu a responsabilidade pelo ataque, o primeiro desde sua lealdade ao Estado Islâmico. Em 12 de outubro de 2016, quatro soldados foram mortos, bem como dois civis, em um novo ataque a Intangom, também reivindicado pelo Estado Islâmico.
A capital Uagadugu também seria atingida por um ataque terrorista em 15 de janeiro de 2016, quando um comando de três homens armados abriu fogo contra civis ocidentais em um bar-restaurante e um hotel. O ataque deixa 30 mortos e é reivindicado pela al-Qaeda no Magrebe Islâmico (AQMI) e atribuído ao katiba Al-Mourabitoune.

### 2017
No final de 2016, o número de ataques jihadistas aumentou com a formação de um novo movimento: o Ansarul Islam, liderado pelo imã Ibrahim Malam Dicko. O grupo atua nos territórios fronteiriços que separam Mali e Burquina Fasso e particularmente na província de Soum. Em 16 de dezembro de 2016, o grupo Ansarul Islam conduziu o ataque de Nassoumbou, no qual doze soldados do exército burquinense foram mortos. Em 1 de janeiro de 2017, foi assassinado um imã da localidade de Tongomayel, um ex-membro do Ansarul Islam, que se distanciou do grupo. Em 3 de março, um professor foi assassinado no vilarejo de Kourfayel, na província de Soum. Em 20 de março, um militar foi levemente ferido pelo disparo de um foguete em Nassoumbou. Em 22 de março, um chefe do Ansarul Islam, Harouna Dicko, foi morto a tiros em Pétéga, em uma operação pelas forças de segurança. No total, cerca de setenta pessoas - a grande maioria delas militares, gendarmes e policiais - foram mortas em cerca de vinte ataques. Os jihadistas evitam alvejar civis, desde que não colaborem com as autoridades, na tentativa de conciliar as populações.
Entre 27 de março e 10 de abril de 2017, uma operação chamada "Panga" foi realizada por 1.300 soldados das forças armadas malianas, burquinenses e francesas, na floresta de Fhero, na fronteira entre Mali e Burquina Fasso, considerada um reduto dos jihadistas do Ansarul Islam. Em 5 de abril, um veículo leve francês atravessa sobre um dispositivo explosivo improvisado o que feriu dois homens; estes são resgatados por um destacamento que se encarregou de vasculhar a área, porém este destacamento fica sob ataque cerrado e um soldado é morto. O ataque é reivindicado pelo Grupo de Apoio ao Islã e aos Muçulmanos. Em doze dias de busca, dois jihadistas são mortos, oito são aprisionados e 200 suspeitos são abordados. No entanto, as forças francesas rapidamente entraram na ofensiva. Nos dias 29 e 30 de abril, matam ou capturam cerca de vinte jihadistas nos combates na floresta de Foulsaré. Posteriormente, na noite de 30 a 31 de maio, o exército francês realizou um novo ataque na floresta Serma, onde outros vinte jihadistas são mortos.
Em 27 de maio, em Pétéga, um policial aposentado foi assassinado por dois ou quatro homens armados, um dos quais também foi morto a tiros durante sua retirada. Durante a noite de 2 a 3 de junho, pelo menos cinco pessoas, incluindo um casal e seu filho, foram assassinadas em ataques direcionados realizados em três localidades na província de Soum: Pogwol, Pétéga e Kourou Peul. Em 9 de junho, militares reuniram 74 aldeões na região de Djibo, acusando-os de apoiar o Ansarul Islam; vários foram torturados, dois morreram. Em 12 de julho, ocorreram trocas de tiros em Doumbala entre a polícia e sete ou nove islamistas, mas sem causar vítimas.
O chefe do Ansarul Islam Ibrahim Malam Dicko morreu em junho de 2017. O grupo anunciou em seguida ter um novo líder, Jafar Dicko. Durante a noite de 24 a 25 de julho, cinco homens do Ansarul Islam foram assassinados nas aldeias de Ndidja, Sibé e Neyba, na província de Soum; as autoridades burquinenses  levantaram a possibilidade de ajustes de contas dentro do grupo.
Na noite de 14 de agosto de 2017, Uagadugu foi atingida por um novo ataque: dois homens armados entraram em um café-restaurante e mataram dezoito pessoas antes de serem mortos a tiros pelas forças de intervenção burquinenses.
Em 17 de agosto, um veículo do exército burquinense perpassa sobre um dispositivo explosivo em Touronata: três soldados são mortos e dois gravemente feridos; é o primeiro ataque desse tipo no Burquina Fasso. Em 31 de agosto, um funcionário aduaneiro foi morto em Djibasso durante um ataque a um posto da gendarmaria. Em 15 de setembro, três homens, incluindo um chefe de aldeia e um imã, foram mortos a tiros por homens armados na província de Soum. Em 23 de setembro, sete soldados foram feridos pela explosão de uma mina próximo de Djibo. Em 26 de setembro, dois gendarmes foram mortos e dois ficaram feridos em uma emboscada perto da mesma cidade. Em 9 de novembro, o exército burquinense alcançou seu primeiro sucesso neutralizando uma dezena de jihadistas no vilarejo de Ariel, perto de Nassoumbou. Em 17 de novembro, seis jihadistas de motocicleta realizam um raide a aldeia de Taouremba, onde incendiaram uma buvette e abateram cinco membros do grupo de autodefesa Kogl Weogo, além de um conselheiro municipal.
As forças armadas burquinenses lançaram uma série de operações no norte do país no final de 2017. No entanto, isso foi acompanhado de abusos, pelo menos várias dezenas de pessoas foram sumariamente executadas e a ONU identificou quase 25.000 deslocados entre dezembro de 2017 e maio de 2018. Entre 2016 e início de 2018, a Human Rights Watch relata ao menos 33 supostos assassinatos e execuções sumárias, incluindo dezenove cometidos por jihadistas e quatorze pelas forças de segurança de Burquina Fasso.

### 2018
Em 2 de março de 2018, um comando do Grupo de Apoio ao Islã e aos Muçulmanos orquestrou um ataque a Uagadugu contra a Embaixada da França e o Estado Maior das Forças Armadas de Burquina Fasso. Oito soldados e oito atacantes foram mortos, enquanto 61 soldados e 24 civis ficaram feridos. Durante a noite de 21 a 22 de maio, as forças especiais da gendarmeria burquinense lançaram um ataque militar contra uma célula jihadista dormente entrincheirada em uma vila em Karpala, um distrito a sudeste de Uagadugu. Três jihadistas e um gendarme são mortos na operação.
Em 2018, a violência no Burquina Fasso prossegue no norte, mas também começa a se espalhar para o leste do país. Na noite de 13 de junho, três ataques são realizados pelos jihadistas: em Tindangou, contra um posto de controle onde um policial é morto e contra o comissariado de polícia e a brigada de gendarmerias de Comin-Yanga, onde desta vez um dos atacantes é baleado. Em 12 de agosto, cinco gendarmes e um civil foram mortos pela explosão de uma mina seguida de um tiroteio no sítio de mineração de Boungou, a cem quilômetros de Fada N'Gourma. Durante a noite de 27 a 28 de agosto, sete a oito outros membros das forças de segurança foram mortos por um dispositivo explosivo perto de Pama. Em 5 de setembro, na mesma região, dois soldados foram mortos e outros seis ficaram feridos pela explosão de uma mina artesanal próxima de Kabonga.
Durante a noite de 14 a 15 de setembro, os jihadistas adentraram nas aldeias de Diabiga e Kompiembiga, próximas de Pama, e assassinaram nove pessoas, incluindo um líder religioso. No dia 23 de setembro, em Inata, três funcionários de uma mina de ouro - um indiano, um sul-africano e um burquinense - são sequestrados e três gendarmes foram mortos. Em 26 de setembro, oito soldados foram mortos pela explosão de um dispositivo explosivo na saída de uma ponte entre Baraboulé e Djibo.
Em 4 de outubro, um comboio militar a caminho da mina de Foutouri atravessou sobre um dispositivo explosivo perto de Gayéri e seis soldados foram mortos. Mais tarde, na noite de 4 a 5 de outubro, cerca de quarenta jihadistas atacaram gendarmes novamente perto das minas de Inata, não muito longe da cidade de Djibo, porém a aviação francesa foi alertada e neutralizou uma dezena de atacantes.
Ainda em 5 de outubro, seis policiais são mortos e cinco ficaram feridos pela explosão de uma mina seguida de uma emboscada perto de Sollé. No dia seguinte, um soldado foi morto e outro ferido em Pama, também por um artefato explosivo improvisado. No início de outubro, o exército burquinense  lançou uma operação nas florestas do leste, com o apoio das forças francesas. Em 30 de novembro quatro policiais e um civil foram mortos, novamente pela explosão de uma mina perto de Boungou, no departamento de Fada N'Gourma. Em 3 de dezembro, os gendarmes repeliram uma emboscada em Bougui, a dez quilômetros da Fada N'Gourma, e mataram seis agressores contra um homem ferido em suas fileiras. Em 27 de dezembro, dez gendarmes são mortos em uma emboscada pelo Grupo de Apoio ao Islã e aos Muçulmanos em Loroni.

### 2019
Em 1 de janeiro de 2019, seis pessoas são assassinadas por homens armados na aldeia de Yirgou, no departamento de Barsalogho, e em represália, os aldeões, pertencentes à comunidade dos mossis (majoritária no Burquina Fasso), atacam os pastores peúles, acusados de cumplicidade com os jihadistas, e massacram pelo menos 40 membros desta comunidade. Embora a violência intercomunitária esteja se tornando cada vez mais ampla no Mali, é o primeiro massacre desse tipo em Burquina Fasso desde o início dos ataques jihadistas neste país. Em 10 de janeiro, um grupo de 36 jihadistas atacou o vilarejo de Gasseliki e matou doze civis. Em 27 de janeiro, dez civis foram mortos por homens armados no vilarejo de Sikiré, perto da cidade de Arbinda. Em 28 de janeiro, quatro soldados burquinenses foram mortos e outros cinco ficaram feridos em um ataque em Nassoumbou.
Durante a noite de 3 a 4 de fevereiro, os jihadistas atacaram a comuna de Kain, a 80 quilômetros de Ouahigouya, e mataram catorze civis de acordo com o exército. Em 4 de fevereiro, o exército alega ter realizado em represália uma operação nos departamentos de Kain, Banh e Bomborokuy e reivindica ter "neutralizado" 146 terroristas com apenas alguns feridos levemente em suas fileiras. No entanto, a Human Rights Watch logo acusa o exército de ter efetuado execuções sumárias durante esta operação. O Mouvement Burkinabé des Droits de l'Homme et des Peuples (MBDHP) afirma, mesmo após ter entrevistado testemunhas, que nenhum ataque foi realizado por terroristas em Kain na noite de 3 a 4 de fevereiro e que nenhum combate ocorreu entre o exército e os jihadistas na sequência, mas que cerca de sessenta civis foram sumariamente executados pelos militares. Em 15 de fevereiro, um ataque jihadista ocorre pela primeira vez na Região Centro-Leste: quatro funcionários aduaneiros burquinenses e um padre espanhol foram mortos no posto aduaneiro de Nohao, perto da fronteira com o Togo. Segundo a Human Rights Watch, ao menos 42 pessoas acusadas de colaborar com o governo são assassinadas por jihadistas e pelo menos 116 homens, principalmente peúles, são sumariamente executados por membros das forças de segurança de Burquina Fasso (principalmente por um destacamento de gendarmes de Arbinda) entre meados de 2018 e fevereiro de 2019. De 31 de março a 2 de abril, confrontos intercomunitários entre peúles e kouroumbas - também chamados fulsés - e mossis, envolvendo também os "terroristas", segundo o governo burquinense, provocam pelo menos 62 mortos na comuna de Arbinda.
Os ataques também passam a ser realizados contra os cristãos. O primeiro ocorreu em 28 de abril, quando seis pessoas, incluindo um pastor, foram mortas por um grupo de 10 a 20 homens armados em um templo protestante em Silgadji. Em 12 de maio, uma igreja católica foi, por sua vez, alvejada em Dablo por um grupo de 20 a 30 jihadistas que mataram seis pessoas, incluindo um padre. No dia 13 de maio, uma procissão católica é atacada entre as aldeias de Kayon e Singa-Rimaïbé, no departamento de Zimtanga, quatro pessoas são assassinadas e uma estátua da Virgem Maria é destruída.
Durante a noite de 9 a 10 de maio, as forças especiais da "Task Force Sabre" atacam um campo jihadista perto de Gorom-Gorom e resgatam quatro reféns - dois franceses, um sul-coreano e um estadunidense. Dois soldados franceses e quatro jihadistas são mortos durante o confronto.
Contudo os massacres se multiplicam. Em 9 de junho, dezenove civis foram mortos em um ataque em Arbinda. Em 18 de junho, homens armados mataram dezessete a dezoito pessoas no vilarejo de Béléhédé. Em 22 de junho, quinze moradores das aldeias de Sagho e Toékodogo, na comuna de Barsalogho, foram mortos durante um raide. Na noite de 25 a 26 de julho, outros 22 moradores foram mortos em um ataque em Dibilou, perto da cidade de Kaya.
Em 19 de agosto, 24 soldados foram mortos em um ataque em Koutougou, o mais mortífero realizado contra o exército desde que a violência começou em 2015. Em 8 de setembro, na província de Sanmatenga, entre catorze a dezenove pessoas são mortas quando um caminhão de transporte atravessa sobre um dispositivo explosivo entre Barsalogho e Guendbila, enquanto isso catorze civis são mortos em um ataque dos jihadistas a um comboio de comida entre Dablo e Kelbo. Em 9 de setembro, seis gendarmes foram mortos em uma emboscada em Inata. Durante a noite de 19 a 20 de setembro, pelo menos cinco soldados foram mortos em uma emboscada perto de Toéni. Em 23 de setembro, nove civis foram mortos em dois ataques em Pissélé e Boulkiba. Dias depois, em 28 de setembro, homens armados assassinaram nove pessoas em Komsilga, na comuna de Zimtanga, e em seguida, sete pessoas são espancadas em Dénéon, localizada na mesma comuna.
Durante a noite de 30 de setembro a 1 de outubro, seis pessoas são mortas em Kargo, ainda na comuna de Zimtanga. Posteriormente, na noite de 4 de outubro, um ataque a um sítio de garimpo de ouro em Dolmané, na comuna de Arbinda, deixou 23 mortos. Na noite de 11 de outubro, catorze pessoas foram massacradas em uma mesquita em Salmossi. Dias depois, durante a noite de 18 a 19 de outubro, seis soldados e policiais foram mortos em dois ataques a Bahn e Yensé. Na noite de 20 de outubro, nove civis foram assassinados em Zoura. Em 23 de outubro, seis soldados são mortos em duas emboscadas em Guindbila e Sidogo, duas vilas na comuna de Barsalogho. Durante a noite de 26 a 27 de outubro, treze a quinze civis foram mortos em Pobé-Mengao. Em 3 de novembro, o député-maire de Djibo e três pessoas ao seu redor foram mortas em uma emboscada em Gaskindé. Em 4 de novembro, os jihadistas matam cinco gendarmes e cinco civis em um ataque a Oursi. Em 6 de novembro, um comboio da empresa de mineração SEMAFO caiu em uma emboscada entre Ougarou e Boungou: 39 civis foram mortos e 60 ficaram feridos.
Em novembro, o exército burquinense reivindicou vários sucessos contra os jihadistas afirmando ter realizado duas operações em 15 e 16 de novembro, durante as quais 24 jihadistas foram mortos na floresta de Yorsala e outros oito perto de Bourzanga. Igualmente declara ter repelido um ataque em Arbinda em 20 de novembro e matado dezoito dos atacantes com uma única baixa do lado dos gendarmes. Também reivindicou o desmantelamento de uma célula clandestina na província de Nahouri em 29 de novembro e a neutralização de seis homens do Ansarul Islam.
Na noite de 30 de novembro, cerca de vinte homens armados atacaram o posto policial de Yendéré, perto da fronteira com a Costa do Marfim, deixando dois feridos. Em 1 de dezembro, catorze civis, incluindo crianças, foram massacrados em uma igreja protestante em Hantoukoura.
Em 9 de dezembro, no norte de Burquina Fasso, uma patrulha de caças Mirage lançou quatro bombas contra um grupo de jihadistas, reunidos para um ataque, e matou cerca de quinze deles.
Em 24 de dezembro, entre 200 a 300 jihadistas do Estado Islâmico no Grande Saara atacam a cidade de Arbinda massacrando 35 civis, a maioria mulheres. Entretanto, são repelidos, deixando de trinta a oitenta mortos entre os islamistas contra sete baixas dos militares burquinenses. Na noite seguinte, o Grupo de Apoio ao Islã e aos Muçulmanos mata onze soldados em uma emboscada em Hallalé, perto de Tongomayel.

### 2020
Em 4 de janeiro de 2020, um ônibus que transportava principalmente estudantes atravessou sobre um dispositivo explosivo entre Toéni e Tougan, matando catorze civis. Em 20 de janeiro, os jihadistas atacaram as aldeias de Nagraogo e Alamou, na província de Sanmatenga, e massacraram 36 civis. Em 21 de janeiro, o parlamento burquinense aprovou uma lei que permite o recrutamento de voluntários locais para apoiar a luta contra os jihadistas. A ideia foi lançada pelo Presidente Roch Marc Christian Kaboré em novembro de 2019.
Em 25 de janeiro, o vilarejo de Silgadji foi atacado e 39 civis foram mortos. O exército perdeu cerca de seis homens em 28 de janeiro em uma emboscada entre Madjoari e Pama, na província de Kompienga.
Em 16 de fevereiro de 2020, um ataque contra uma igreja protestante de Pansi durante as cerimônias de domingo deixou vinte e quatro mortos (incluindo o pastor) e vinte feridos entre a população, uma semana após o sequestro e a morte de cinco pessoas (incluindo um pastor) na cidade vizinha de Sebba.
Em 29 de fevereiro, a cidade de Sebba foi alvo de um ataque durante o qual dez policiais foram mortos.
Em 8 de março, os vilarejos de Barga-Peulh e Dinguila-Peulh, no departamento de Barga, sofreram um ataque de grupos de autodefesa, em retaliação às ações jihadistas nas quais os peúles são acusados de participar com frequência, que provocaram cerca de quarenta mortos.
Em 9 de abril, cinco soldados foram mortos, três feridos e quatro dados como desaparecidos durante um ataque em Sollé. No mesmo dia, 31 habitantes de Djibo foram sumariamente executados por soldados. Em 29 de maio, o ataque a um comboio mercante matou quinze pessoas no norte. Em 30 de maio, o ataque ao mercado de Kompienbiga matou de 25 a 37 pessoas. Em 31 de maio, um comboio humanitário foi atacado ao norte de Barsalogho: treze pessoas (sete gendarmes e seis civis) foram mortas, cerca de quarenta feridos e outras seis dadas como desaparecidas. Em 7 de agosto, cerca de vinte civis foram mortos por homens armados não identificados no mercado de Namoungou.
Em outubro de 2020, acreditando que sua região estava passando por uma calmaria na violência, cerca de cinquenta refugiados decidiram retornar às suas aldeias. No entanto, seu comboio caiu em uma emboscada na noite de 5 para 6 de outubro a cerca de dez quilômetros de Pissila: as mulheres e crianças foram poupadas, mas 25 homens foram mortos a tiros.

### 2021
Na noite de 4 para 5 de junho, uma centena de civis foram massacrados em Solhan.
Em 4 de agosto, ataques jihadistas perto de Markoye provocaram 30 mortes entre militares e civis. Em 8 de agosto, doze soldados foram mortos em uma emboscada na aldeia de Dounkoun, na comuna de Toéni. Em 18 de agosto, 47 civis, soldados e milicianos foram mortos em um ataque a um comboio em Boukouma, perto de Gorgadji.
Em 14 de novembro, a gendarmaria de Inata, no oeste da província de Soum, foi atacada por jihadistas do Grupo de Apoio ao Islã e aos Muçulmanos e 53 soldados foram mortos. Em 21 de novembro, um novo ataque em Foubé causa a morte de pelo menos nove gendarmes e uma dezena de civis.

### 2022
Em 1 de janeiro de 2022, o exército burquinense repeliu um ataque em Gomboro e reivindicou a morte de 29 jihadistas, contra onze feridos em suas fileiras.
Entre 16 e 23 de janeiro de 2022, as forças burquinenses e as forças francesas da Barkhane realizam a Operação Laabingol nas regiões de Gorom-Gorom e Djibo e mataram cerca de 60 jihadistas em quatro ações.

## Consequências humanitárias

### Número de mortes
Em Burquina Fasso, 70 civis e 48 membros das forças de segurança são mortos em ataques jihadistas entre abril de 2015 e 15 de setembro de 2018. Em 2 de novembro de 2019, o governo burquinense anuncia que 204 de seus soldados foram mortos em ataques jihadistas desde 2015, enquanto a AFP alega ter registrado 630 mortes de civis e militares.
Segundo uma contagem da AFP, 400 pessoas foram mortas em Burquina Fasso entre 2015 e maio de 2019.

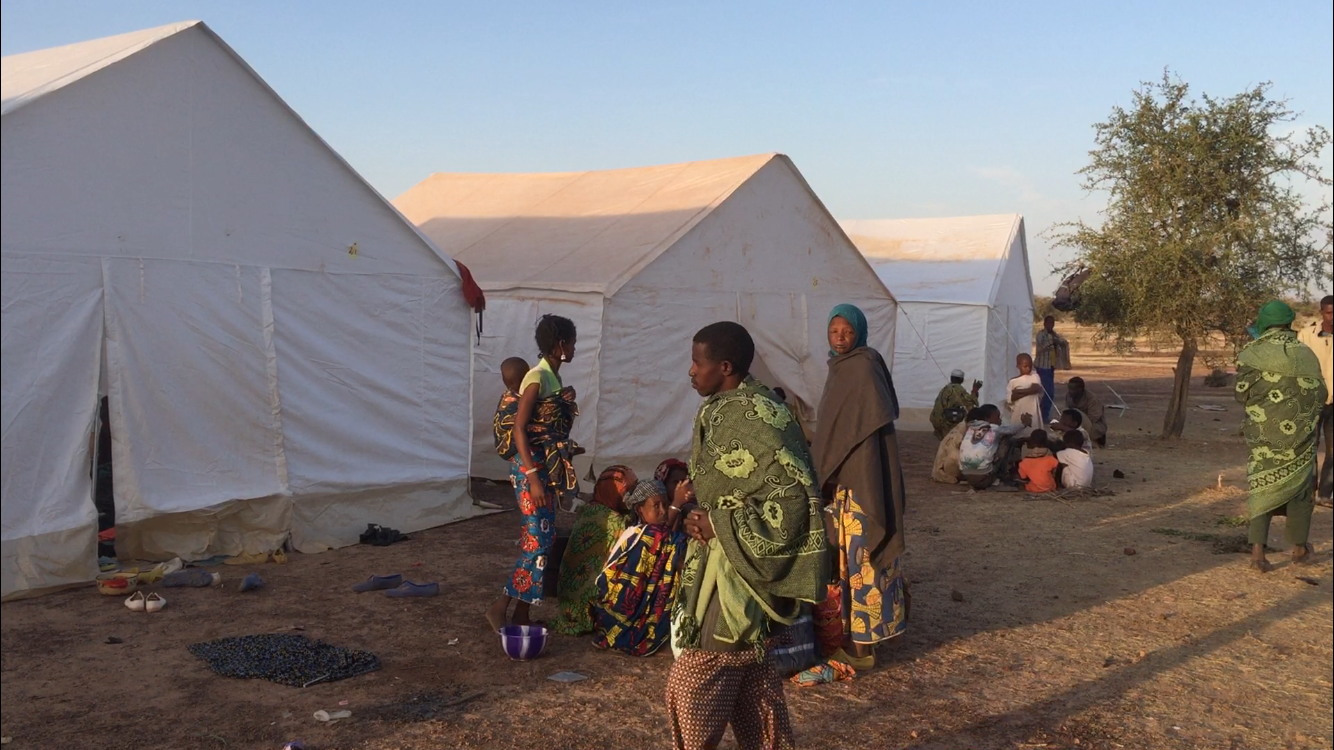
Refugiados peúles, em Barsologho, 15 de janeiro de 2019

A Human Rights Watch afirma que pelo menos 256 civis foram mortos por jihadistas em Burquina Fasso entre abril de 2019 e janeiro de 2020.

### Deslocados
Em 11 de outubro de 2019, o Alto Comissariado das Nações Unidas para os Refugiados declarou que a violência no norte de Burquina Fasso havia deslocado 486.000 pessoas, incluindo 267.000 nos últimos três meses. A maioria dos refugiados foge para as principais cidades do centro do país, 16.000 vão para o exterior.